# Frederic Wandres
Frederic Wandres (Kehl, 25 de marzo de 1987) es un jinete alemán que compite en la modalidad de doma.
Participó en los Juegos Olímpicos de París 2024, obteniendo una medalla de oro en la prueba por equipos (junto con Isabell Werth y Jessica von Bredow-Werndl).
Ganó una medalla de bronce en el Campeonato Mundial de Doma de 2022 y una medalla de plara en el Campeonato Europeo de Doma de 2023, en la prueba por equipos.

## Palmarés internacional
| Juegos Olímpicos   | Juegos Olímpicos      | Juegos Olímpicos  | Juegos Olímpicos |
| Año                | Lugar                 | Medalla           | Categoría        |
| ------------------ | --------------------- | ----------------- | ---------------- |
| 2024               | París (Francia)       | Medalla de oro    | Por equipos      |
| Campeonato Mundial |                       |                   |                  |
| Año                | Lugar                 | Medalla           | Categoría        |
| 2022               | Herning (Dinamarca)   | Medalla de bronce | Por equipos      |
| Campeonato Europeo |                       |                   |                  |
| Año                | Lugar                 | Medalla           | Categoría        |
| 2023               | Riesenbeck (Alemania) | Medalla de plata  | Por equipos      |